# Haplomitrium
Haplomitrium, rod jetrenjarki u porodici Haplomitriaceae. Postoji više vrsta koje rastu širom svijeta (Japan, SAD, Čile, Kina, Malaja, Novi Zeland, Škotska, Peru, Ekvador, Guadeloupe)

## Vrste
1. Haplomitrium andinum (Spruce) R.M. Schust.
2. Haplomitrium blumei (Nees) R.M. Schust.
3. Haplomitrium chilensis R.M. Schust.
4. Haplomitrium cordae Nees
5. Haplomitrium dentatum (D. Kumar & Udar) J.J. Engel
6. Haplomitrium gibbsiae (Steph.) R.M. Schust.
7. Haplomitrium giganteum (Steph.) Grolle
8. Haplomitrium grollei D. Kumar & Udar
9. Haplomitrium hookeri (Lyell ex Sm.) Nees
10. Haplomitrium indicum (Udar & V. Chandra) R.M. Schust.
11. Haplomitrium intermedium Berrie
12. Haplomitrium kashyapii Udar & D. Kumar
13. Haplomitrium minutum (E.O. Campb.) J.J. Engel & R.M. Schust.
14. Haplomitrium mnioides (Lindb.) R.M. Schust.
15. Haplomitrium monoicum J.J. Engel
16. Haplomitrium ovalifolium R.M. Schust.
17. Haplomitrium rotundifolium (Mitt.) Steph.